# Rockford (Minnesota)
Pour les articles homonymes, voir Rockford.
Rockford est une ville américaine située dans les comtés de Wright et de Hennepin, dans le Minnesota. Selon le recensement de 2010, sa population est de 4 316 habitants.